# Lithacodia delicatula
Lithacodia delicatula är en fjärilsart som beskrevs av Hugo Theodor Christoph 1882. Lithacodia delicatula ingår i släktet Lithacodia och familjen nattflyn. Inga underarter finns listade i Catalogue of Life.